# Phyu Phyu Thin
Phyu Phyu Thin (birman : ဖြူဖြူသင်း [pʰjù pʰjù θɪ́ɰ̃]), née le 23 décembre 1971 est une politicienne birmane et activiste contre le sida. Elle est députée à la Chambre des représentants du canton de Mingala Taungnyunt de 2012 au coup d'État de 2021 au Myanmar.

## Carrière

### Défense d'Aung San Suu Kyi
En 2000, Phyu Phyu Thin est arrêtée lors d'un rassemblement appelant à la libération d'Aung San Suu Kyi. Elle est détenue à la prison d'Insein.
Le 21 mai 2007, Phyu Phyu Thin est arrêtée par la police à Rangoun pour avoir organisé un rassemblement religieux pour la même cause. Elle est détenue pendant plus d'un mois et libérée le 2 juillet 2007.
En tant que militante, Phyu Phyu Thin a été une critique virulente du Conseil d'État pour la paix et le développement, qui, selon elle, sous-estime le nombre de cas de VIH et de sida au Myanmar. Elle dirige une clinique à Yangon qui fournit des traitements, des médicaments et des conseils aux patients séropositifs,,,,.

### Carrière politique
Phyu Phyu Thin est élue pour un siège parlementaire dans la circonscription de Mingala Taungnyunt de la Chambre des représentants de Birmanie lors des élections partielles de 2012, puis réélue en 2015.
Elle reste en place jusqu'au coup d'État de 2021 au Myanmar, qui la pousse à quitter le pays.

### Exil
Elle enseigne à Hong Kong au cours de son exil, et s'engage dans la résistance birmane.